# Donji Drenovac
Donji Drenovac (cyr. Доњи Дреновац) – wieś w Serbii, w okręgu toplickim, w gminie Žitorađa. W 2011 roku liczyła 363 mieszkańców.